# Alain de La Roche
Pour les articles homonymes, voir saint Alain et La Roche.
Alain de la Roche, né vers 1428 en Bretagne et mort en 1475 à Zwolle aux Pays-Bas, est un religieux dominicain breton du XVe siècle. Il est fêté le 9 septembre.

## Biographie
Après avoir pris l'habit des dominicains à Dinan dans le diocèse de Saint-Malo, il se rend à Paris au couvent des Jacobins rue Saint-Jacques et devient professeur de théologie. Puis il part demeurer et enseigner à Lille et Douai avant d'être envoyé à Gand puis à Rostock. En 1471, il devient docteur en théologie avec une thèse concernant l'importance de la prière de l'Ave Maria. Attentif à développer la dévotion du chapelet, il va parcourir la Flandre, les Pays-Bas méridionaux et le Saint-Empire, particulièrement en Saxe.  
Alain de la Roche a été béatifié par la voix populaire.
Il est parfois confondu avec saint Alain de Lavaur, dans l'ancien diocèse de Lavaur dont le saint patron est dénommé en occitan "Alan" ou "Elan". La cathédrale Saint-Alain de Lavaur porte ce nom.

### Dévotion au Rosaire
Très attaché à la dévotion mariale, il l'enseigne dans diverses écoles dominicaines flamandes, développe la dévotion du chapelet et fonde les Confréries du Rosaire. La première voit le jour à Douai en 1470. La dévotion au Rosaire était répandue presque exclusivement dans les couvents dominicains, celui-ci étant une révélation de la Sainte Vierge à saint Dominique le fondateur de l'Ordre des Prêcheurs lors d'une apparition en 1213. Il est composé de 150 Ave Maria entrecoupés de 15 Pater noster, qui forment 15 mystères ou dizaines, qui sont des méditations composant les faits majeurs de la vie de Jésus et de Sa Mère (mystères joyeux, glorieux et douloureux). Dans ses écrits, il confie quinze promesses (protections et grâces) mariales aux fidèles attachés au Rosaire qui furent approuvées par le Vatican en 1895. La Vierge Marie lui serait apparue plusieurs fois à partir de 1470. Néanmoins, il connut un certain nombre de désaccords avant d'être approuvé officiellement par le pape Sixte IV qui valida la dévotion du nouveau psautier. Il passa les dernières années de sa vie à parcourir la France, la Flandre et la Saxe pour développer le culte du Rosaire. Il meurt à Zwolle en Hollande le 8 septembre 1475 où il est enterré dans le chœur de l'église des Dominicains (Dominicanenkerk). Sous les auspices de l'ordre des Prêcheurs, la prière du Rosaire a, depuis lors, pris une place importante dans la vie de l'Église et Alain de la Roche a acquis une renommée internationale en tant qu'un de ses grands promoteurs ou apôtres.